# Guy de Kerimel
Guy de Kerimel, né le 7 août 1953 à Meknès au Maroc, est un évêque catholique français, archevêque de Toulouse depuis le 9 décembre 2021. 

## Biographie

### Formation
Issu de la famille de Kerimel de Kerveno, originaire de Sérigné en Vendée, il intègre tout d'abord une classe préparatoire à l'École des chartes. Il s'inscrit ensuite en histoire à l'université Panthéon-Sorbonne, obtenant une maîtrise dans cette discipline.
Pendant ses études à Paris, il entre en contact avec la Communauté de l'Emmanuel dont il devient membre en 1978. En 1979, il travaille auprès d'enfants handicapés mentaux dans un institut médico-pédagogique (IMP) à Sées dans l'Orne. En 1980 et 1981, il accueille des adultes en difficulté dans le cadre de la communauté de l'Emmanuel.
Se destinant à la prêtrise, il suit le séminaire français de Rome et obtient une licence de théologie à l'université pontificale grégorienne.
Il est ordonné prêtre pour l'archidiocèse d'Aix-en-Provence et Arles le 29 juin 1986.

### Principaux ministères
Une fois prêtre, il partage son temps entre la paroisse Saint-François-d'Assise d'Aix-en-Provence dont il est vicaire (1987-1989) et le séminaire diocésain Saint-Luc dont il est membre de l'équipe permanente et responsable de l'année propédeutique (1987-1996).
Pour la Communauté de l'Emmanuel, il est membre du Conseil de la communauté (1991-1994) et accompagnateur des séminaristes (1991-1996).
Il est ensuite nommé curé de Gardanne, Biver, Mimet et Fuveau (1996-2000) et membre du conseil épiscopal (1997-2000).
Nommé évêque auxiliaire de Nice le 19 février 2001, il a été consacré le 17 juin de la même année. Le 6 mai 2004, il est nommé évêque coadjuteur de Louis Dufaux, évêque de Grenoble. Il devient évêque du diocèse de Grenoble-Vienne le 11 juin 2006.
Au sein de la Conférence des évêques de France il a été membre de la commission épiscopale pour la vie consacrée ainsi que de la commission pour les ministres ordonnés et les laïcs en mission ecclésiale. En novembre 2012, il est nommé responsable d'un groupe de travail sur « le phénomène social de l'avortement et l'éducation des jeunes ».
Au cours de la réunion plénière de la Conférence des évêques de France de mars 2017, il est élu président de la commission épiscopale pour la liturgie et la pastorale sacramentelle pour un mandat de trois ans, il succède à Bernard-Nicolas Aubertin.

### Archevêque de Toulouse
Il est nommé archevêque métropolitain de Toulouse le 9 décembre 2021. Il est installé le 30 janvier 2022 en la cathédrale Saint-Étienne de Toulouse, en présence de l'archevêque métropolitain de Lyon, Olivier de Germay mais sans Celestino Migliore, nonce apostolique en France, celui-ci étant positif à la Covid. Ce dernier lui a remis le pallium le 11 septembre 2022 à la cathédrale Saint-Étienne de Toulouse.
Le 1er mars 2024, un groupe de 150 migrants expulsé d'un gymnase, trouve refuge dans l'église Sainte-Germaine de Toulouse, l'archevêque ayant accepté qu'ils puissent dormir au sein du bâtiment religieux, de manière temporaire, et à condition de ne pas perturber les offices religieux. Propriétaire des lieux, la mairie de Toulouse a porté plainte contre X considérant l'occupation comme illégale.
Le 16 octobre 2024, fête de sainte Marguerite-Marie Alacoque, il consacre la ville de Toulouse et le diocèse au Sacré-Cœur de Jésus devant plusieurs centaines de fidèles,. Cette consécration fait suite à la tenue annoncée du spectacle urbain intitulé « La Porte des Ténèbres » créé par la compagnie de La Machine qui selon l'évêque a recours à « des symboles sataniques et ésotériques » comme la représentation du démon Lilith utilisée en 2024 lors du Hellfest.
Le 15 décembre 2024, il dédicace la toute nouvelle église Saint-Sauveur du quartier Borderouge à Toulouse en présence de Jean-Luc Moudenc, maire de Toulouse.

### Polémiques

#### À Grenoble
Les 16 années d'épiscopat de Guy de Kerimel à Grenoble-Vienne ont connu de nombreuses crises :
- En 2018, lors de la décision unilatérale de supprimer toute cérémonie de funérailles catholiques dans un centre funéraire[12].
- En 2020, lors de son refus de limoger le directeur diocésain de l'enseignement catholique[13].
- En 2021, lors de son décret d'application du motu proprio Traditionis custodes portant restriction de la messe tridentine[14].

#### Propos déroutants sur l'affaire Ribes
Interrogé fin janvier 2022 par l'antenne Auvergne-Rhône-Alpes de France 3 à propos de l'absence d'enquête interne sur Louis Ribes (1920-1994), prêtre accusé de pédophilie qui a notamment sévi dans le diocèse de Grenoble-Vienne, Guy de Kerimel, nouvellement nommé archevêque de Toulouse, rétorque à la journaliste : « Vous n’avez rien d’autre à faire que de fouiller dans ces choses-là. » Il se justifie en rappelant qu'il avait mis en place dès 2016 une cellule d'écoute dans son diocèse et souligne « qu’on ne peut forcer les gens à témoigner. » Il se dit convaincu que le responsable du séminaire de Vienne-Estressin était informé des agissements de Louis Ribes et a fermé les yeux : « Il y a eu volonté d’étouffer l’affaire. Mais vous savez, à cette époque le journal Libération faisait aussi la promotion de la pédophilie ». Ces propos sont jugés « déroutants » par le quotidien La Croix qui ouvre ses colonnes à Guy de Kerimel pour clarifier ses déclarations.

#### Interdiction de la soutane
Le 2 juin 2022, il fait interdiction aux séminaristes du diocèse de Toulouse de porter la soutane dans une lettre à usage interne qui est reproduite sur Twitter. Pour justifier cette disposition qui a pour but, selon lui, d'éviter « que les séminaristes s'affichent de manière trop cléricale », il invoque le canon 284 du droit canonique qui ne prévoit le port de l'habit ecclésiastique que pour les clercs, ce que ne sont pas encore les séminaristes, même si dans les faits le port de la soutane est admis à partir de leur ordination diaconale dans d'autres diocèses et dans la communauté Saint-Martin.

#### Nomination d'un prêtre condamné
En juin 2025, il nomme chancelier du diocèse Dominique Spina, un prêtre condamné en 2006 par la justice à 5 ans de prison dont 4 ferme pour des viols sur un adolescent en 1993. Cette nomination, en dépit du droit canonique qui demande que la fonction de chancelier d'un diocèse soit confiée à une personne « de réputation intacte et au-dessus de tout soupçon »,,, suscite la colère de nombreux fidèles et d'associations de victimes alors que l'épiscopat français prône la tolérance zéro après le rapport de la Ciase. Elle fait réagir les réseaux sociaux et interroge la presse,,. Dans un communiqué du 10 août 2025, la présidence de la Conférence des évêques de France annonce avoir demandé à Guy de Kerimel de reconsidérer cette décision,. Ce dernier annonce finalement le 16 août qu'il a demandé à Dominique Spina de démissionner de ses fonctions de chancelier, tout en continuant de justifier sa décision initiale.
En tant qu'évêque référent de la communauté des Béatitudes, son attitude est également critiquée par un collectif de victimes de cette communauté qui lui reproche son inaction sur la question des indemnisations.

## Succession apostolique
Guy de Kerimel a ordonné les évêques suivants :
- Évêque Jean-Marc Micas, P.S.S. (2022)
- Évêque Luc Meyer (2022)
- Évêque Benoît Gschwind, A.A. (2023)

### Armoiries
Écu d'argent à trois fasces de sable, celle en pointe surmontée à senestre d'un M en capitale de gueules et à dextre d'une croix latine du même brochant sur les deux autres. Les trois fasces de sables sur fond d'argent rappellent le blason de la famille de Kerimel.